# ジョンソンのUBVシステム
ジョンソンの UBV システム、またはジョンソン・モーガン・システム （UBV photometric systemまたはJohnson systemまたはJohnson-Morgan system）は広く用いられている恒星の測光システムで、紫外域（U:ultraviolet）、青色域（B:blue）、実視域（V:visual）の3色のフィルターと検出器としてRCA製1P21光電子増倍管の組をもちいて天体の明るさを測定した標準星カタログで定義した測光システムである。1950年代にアメリカ合衆国の天文学者、ハロルド・レスター・ジョンソンとウィリアム・ウィルソン・モーガンによって導入された。
フィルターは、検出器と組み合わせた際に、ジョンソンのオリジナルのUBVの分光特性にできるだけ会うように選ばれる。それぞれ平均波長がUでは 364 nm、Bは 442 nm、Vは 540 nmであるが、単に平均波長が合っていればよいというものではない。
UBV システムは、たとえ同一の種類のフィルターを用いたととしても、組み合わせる検出器や望遠鏡の分光特性や地球の大気による吸収などにより影響されるため、0.01等級の測光精度を追求すると個々の観測所ごとに固有の測光システムを持つことになる（これを自然システム natural system といい、その器械で測定した等級を器械等級instrumental magnitudeという）。そこで全天に配置した測光標準星を個々のシステムで測光することにより、標準システムに変換することにより標準UBVシステムでの等級に変換する。こうして、明るい恒星を含む非常に多くの恒星がこのUBV測光システムにより測定されてきた。
UBVシステムの標準星は当初北天にしか設定されておらず、南半球の天文台では北半球の観測との測光システムの厳密な一貫性を保持できないという問題があった。このような状況を背景に1971年の国際天文学連合の会合で、南北どちらの半球からも観測が可能な赤緯帯に標準星を設定することが決定し、赤緯±20度の領域に多くの標準星が設定されてUBV等級が測定された。1970年代以降はこの低赤緯帯の標準星を足掛かりに南半球にもUBVシステムの標準星が拡張されていき、全天をカバーする測光システムとなった。